# Jack Clarke
Jack Clarke (ur. 1 marca 1988 roku w Effingham) – brytyjski kierowca wyścigowy.

## Kariera
Clarke rozpoczął karierę w wyścigach samochodowych w 2006 roku od startów w Brytyjskiej Formule BMW. Z dorobkiem dwóch punktów uplasował się tam na 22 pozycji w klasyfikacji generalnej. W późniejszych latach pojawiał się także w stawce Światowego Finału Formuły BMW, Formuły Palmer Audi, Formuły Palmer Audi Autumn Trophy, Brytyjskiego Pucharu Porsche Carrera, Formuły 2, NASCAR K&N Pro Series, FIA World Endurance Championship, European Le Mans Series, Blancpain Endurance Series, ARCA Racing Series oraz International GT Open.
W Mistrzostwach Formuły 2 startował w latach 2009-2011. W 2010 roku trzykrotnie stawał na podium, a w 2011 wygrał już w jednym z wyścigów. Z dorobkiem odpowiednio 6, 81 i 112 punktów uplasował się odpowiednio na 18, dziewiątej oraz siódmej pozycji w końcowej klasyfikacji kierowców.

## Statystyki
| Sezon | Seria                                       | Zespół                | Wyścigi | Zwycięstwa | PP | NO | Podium | Punkty | Pozycja |
| ----- | ------------------------------------------- | --------------------- | ------- | ---------- | -- | -- | ------ | ------ | ------- |
| 2006  | Brytyjska Formuła BMW                       | Nexa Racing           | 20      | 0          | 0  | 0  | 0      | 2      | 22      |
| 2007  | Formula Palmer Audi                         | MotorSport Vision     | 20      | 2          | 2  | ?  | 6      | 253    | 4       |
| 2007  | Formula Palmer Audi Autumn Trophy           | MotorSport Vision     | 6       | 1          | 1  | 0  | 4      | 96     | 3       |
| 2007  | Formula Palmer Audi Shootout                | MotorSport Vision     | 3       | 1          | 1  | 0  | 2      | 42     | 2       |
| 2008  | Brytyjski Puchar Porsche Carrera            | Porsche Motorsport    | 2       | 0          | 0  | 0  | 0      | 0      | NS†     |
| 2008  | Formula Palmer Audi                         | MotorSport Vision     | 19      | 2          | 0  | 3  | 7      | 264    | 5       |
| 2008  | Formula Palmer Audi Autumn Trophy           | MotorSport Vision     | 6       | 1          | 2  | 1  | 2      | 86     | 4       |
| 2008  | Formula Palmer Audi Shootout                | MotorSport Vision     | 3       | 0          | 0  | 0  | 0      | 30     | 4       |
| 2009  | Formuła 2                                   | MotorSport Vision     | 16      | 0          | 0  | 0  | 0      | 6      | 18      |
| 2010  | Formuła 2                                   | MotorSport Vision     | 17      | 0          | 0  | 0  | 3      | 81     | 9       |
| 2011  | Formuła 2                                   | MotorSport Vision     | 6       | 0          | 0  | 0  | 0      | 110    | 8       |
| 2012  | Blancpain Endurance Series - GT3 Pro Cup    | Boutsen Ginion Racing | 3       | 0          | 0  | 0  | 0      | 9      | 22      |
| 2012  | Blancpain Endurance Series - GT3 Pro-Am Cup | Boutsen Ginion Racing | 1       | 0          | 0  | 0  | 0      | 9      | 31      |
| 2012  | European Le Mans Series - LMP2              | Boutsen Ginion Racing | 1       | 0          | 0  | 0  | 0      | 0      | NS      |
| 2012  | FIA World Endurance Championship - LMP2     | Boutsen Ginion Racing | 1       | 0          | 0  | 0  | 0      | 0      | NS      |
| 2012  | ARCA Racing Series                          |                       | 1       | 0          | 0  | 0  | 0      | 80     | 137     |
| 2012  | NASCAR K&N Pro Series - West                |                       | 1       | 0          | 0  | 0  | 0      | 43     | 50      |
| 2013  | International GT Open - GTS                 | Ombra                 | 2       | 0          | 0  | 0  | 0      | 4      | 26      |

† – Clarke nie był zaliczany do klasyfikacji generalnej